# 阿井景子
阿井 景子（あい けいこ、1932年1月16日 - ）は、日本の作家。本名・浦順子。
長崎県長崎市生まれ。佐賀大学教育学部卒業後、高校教師となるがすぐ辞めて上京、北大路魯山人の口述筆記をおこなう。編集者、『女性自身』記者などを経て、結婚、1974年離婚、その間松本清張の担当にもなる。71年本名で初の著書を出し、79年『龍馬の妻』で作家デビュー。歴史上の人物の周囲の女を描く。特に坂本龍馬関係が多く、91年以後は大河ドラマに合わせての執筆が多い。

## 著書
- 『奥さまべんり小事典 家庭用品の保存と手入れ』浦順子 池田書店 1971
- 『龍馬の妻』学芸書林 1979 のち集英社文庫、ちくま文庫
- 『信長の叔母』学芸書林 1982 「火怨の城」講談社文庫
- 『築山殿無残』平凡社 1983 のち講談社文庫
- 『龍馬のもう一人の妻』毎日新聞社 1985 のち文春文庫
- 『超人 十八か国語に通じた南方熊楠と妻』講談社 1985 「花千日の紅なく」集英社文庫
- 『西郷家の女たち』文藝春秋 1987 のち文庫
- 『会津鶴ケ城 物語・日本の名城』成美堂出版 1987 のち文庫
- 『明治を彩った妻たち』新人物往来社 1990
- 『「不如帰」の女たち』文藝春秋 1991
- 『太平記残照』講談社 1991
- 『濃姫孤愁』講談社 1992 のち文庫
- 『華頂の花-日野富子』プレジデント社 1994
- 『おもかげ 松本清張 北大路魯山人』文藝春秋 1995 「我が心の師清張、魯山人」中公文庫
- 『秀吉の野望』講談社 1996 のち光文社文庫
- 『涙、らんかんたり 武田勝頼の正室』講談社 1999 「武田勝頼の正室」光文社文庫
- 『真田幸村の妻』光文社文庫 2001
- 『龍馬の姉・乙女』光文社文庫 2004
- 『龍馬と八人の女性』戎光祥出版 2005　のちちくま文庫
- 『高台院おね』光文社文庫 2006
- 『信玄の正室』光文社文庫 2007
- 『和宮お側日記』光文社文庫 2008
- 『鬼県令・三島通庸と妻』新人物往来社 2008
- 『お菊御料人―景勝の正室（つま）』光文社時代小説文庫 2009
- 『御台所江』光文社時代小説文庫、2011
- 『情愛 大山巌夫人伝』光文社時代小説文庫　2012